# COLORFUL PLEASURE
COLORFUL PLEASURE（からふる ぷれじゃー）は、2002年1月5日から2005年3月26日までの間、FM-FUJIで放送されていたラジオ番組である。パーソナリティはメロン記念日。
番組開始日から2004年9月25日までは土曜17:00〜17:30、同年10月2日（翌週）から番組終了日までは土曜深夜24:30〜25:00に放送されていた。
その後、美勇伝の『B.B.L.』を経て、℃-uteの梅田えりかと村上愛の『CUTIE PARTY』へと継承された。

## 進行
- リスナーからのメッセージを紹介
- メロン記念日の最新シングル
- リスナーのお悩みを解決するメロンにおまかせ
- そのリスナーに曲をプレゼント
- 占い・心理テストを行うメロンの真実

※最終週は一つのテーマで語り合うメロンポンチ
- ハロプロの最新シングル
- ライブ・CD発売情報を届けるメロン情報

| FM-FUJI 土曜24:30〜25:00 | FM-FUJI 土曜24:30〜25:00 | FM-FUJI 土曜24:30〜25:00 |
| 前番組                   | 番組名                   | 次番組                   |
| ------------------------ | ------------------------ | ------------------------ |
| YUME NIGHT               | COLORFUL PLEASURE        | ROCK YOU ★               |